# پال لوشونتسی
پال لوشونتسی (مجاری: Losonczi Pál; ۱۸ سپتامبر ۱۹۱۹ – ۲۸ مارس ۲۰۰۵) سیاست‌مدار اهل مجارستان بود. وی از ۱۴ آوریل ۱۹۶۷ تا ۲۵ ژوئن ۱۹۸۷ رئیس شورای ریاست جمهوری خلق مجارستان بود. وی همچنین برندهٔ جوایزی همچون نشان انقلاب اکتبر و جایزه کشوت بود. لوشونتسی در ۲۸ مارس ۲۰۰۵، در سن ۸۵ سالگی درگذشت.